# Diócesis de Pensacola-Tallahassee
La diócesis de Pensacola-Tallahassee (en latín: Dioecesis Pensacolensis-Talloseien(sis) y en inglés: Roman Catholic Diocese of Pensacola-Tallahassee) es una circunscripción eclesiástica de la Iglesia católica en Estados Unidos. Se trata de una diócesis latina, sufragánea de la arquidiócesis de Miami. Desde el 29 de mayo de 2017 su obispo es William Albert Wack, de la Congregación de Santa Cruz.

## Territorio y organización

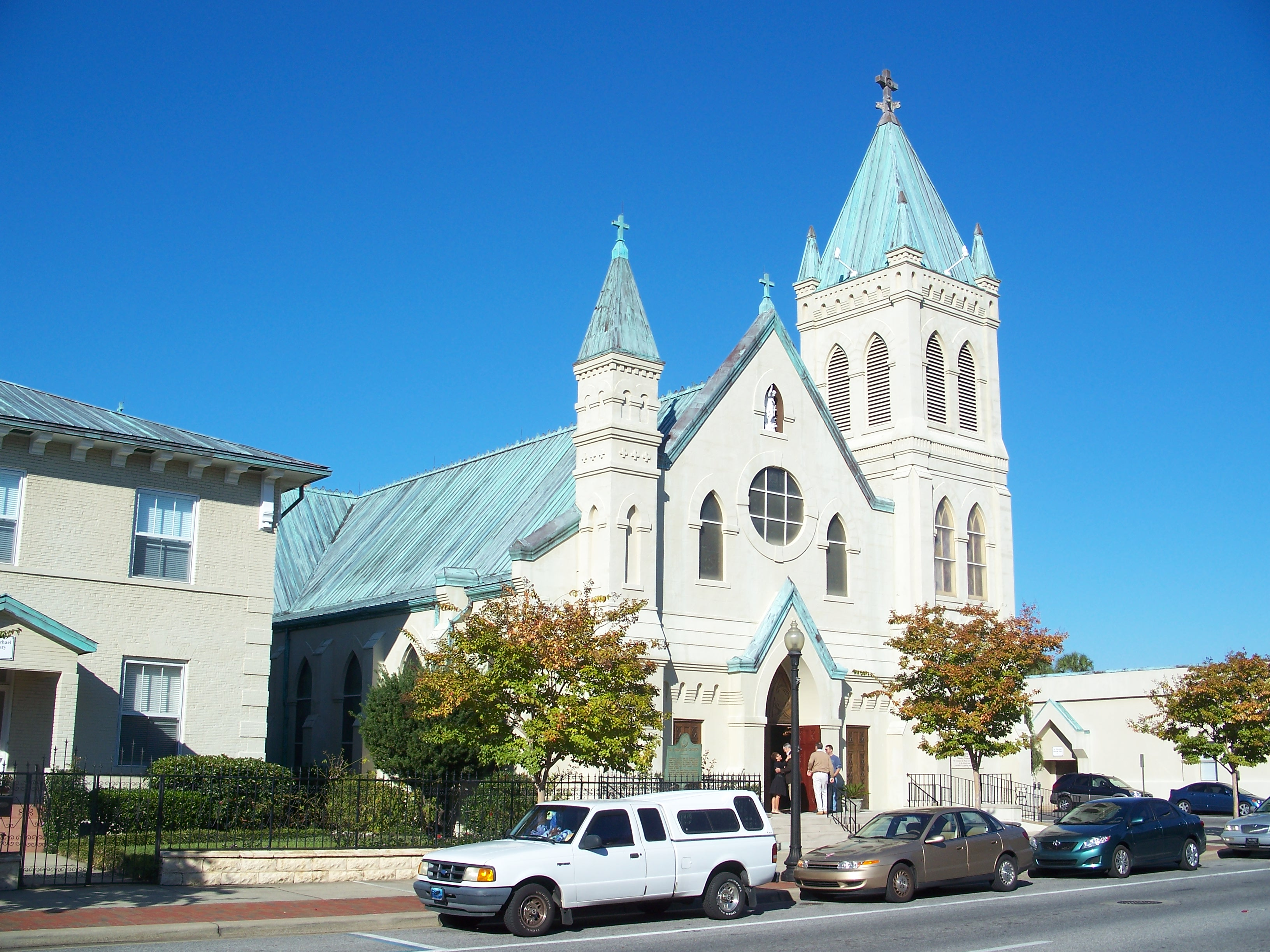
Basílica menor de San Miguel Arcángel, en Pensacola

La diócesis tiene 36 726 km² y extiende su jurisdicción sobre los fieles católicos de rito latino residentes en 18 condados del estado de Florida: Bay, Calhoun, Escambia, Franklin, Gadsden, Gulf, Holmes, Jackson, Jefferson, Leon, Liberty, Madison, Okaloosa, Santa Rosa, Taylor, Wakulla, Walton y Washington.

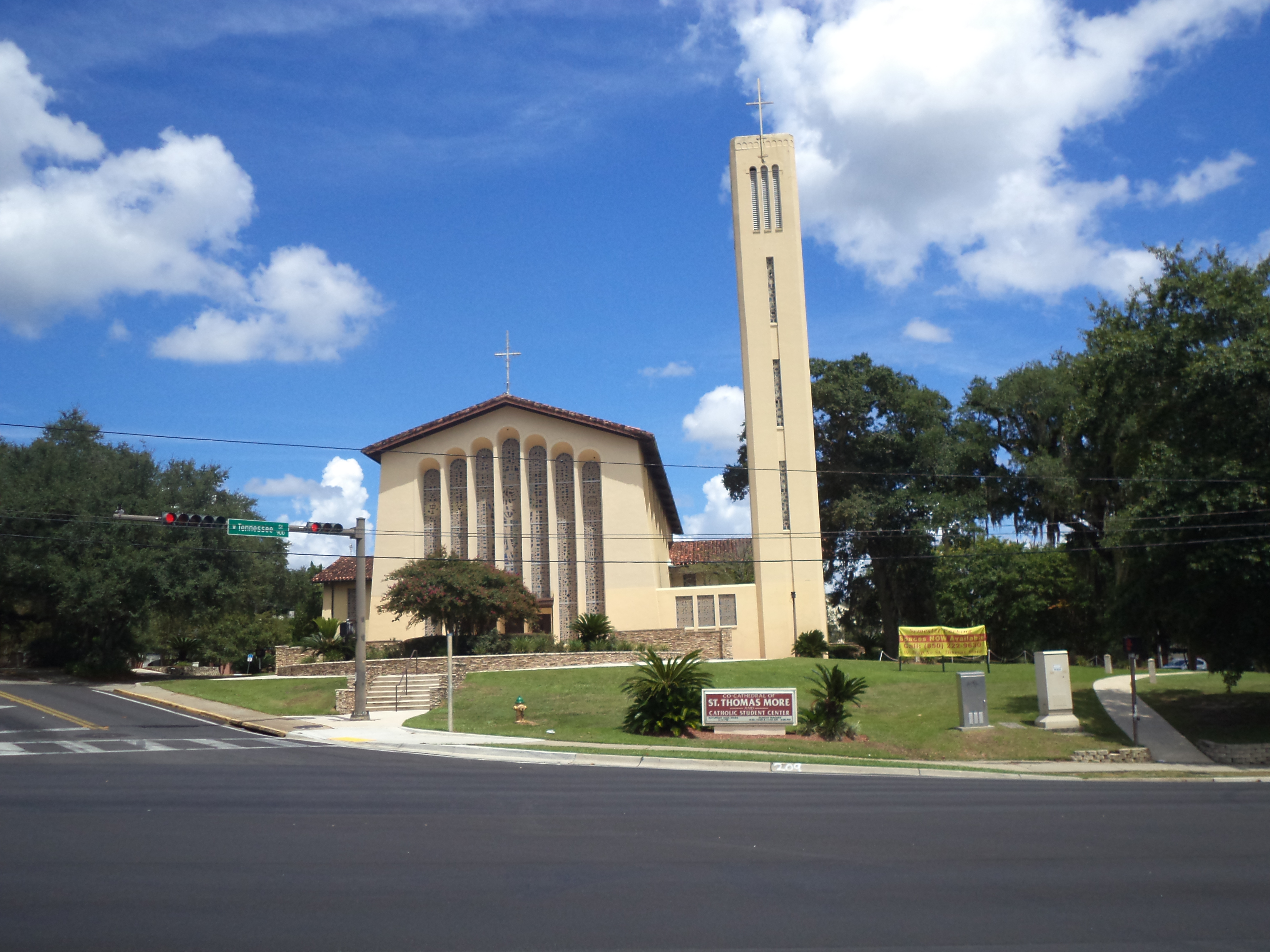
Concatedral de Santo Tomás Moro, en Tallahassee

La sede de la diócesis se encuentra en la ciudad de Pensacola, en donde se halla la Catedral del Sagrado Corazón y la basílica menor de San Miguel Arcángel. En Tallahassee se encuentra la Concatedral de Santo Tomás Moro.
En 2021 en la diócesis existían 50 parroquias.

## Historia
La diócesis fue erigida el 1 de octubre de 1975 con la bula Sapienter quidem del papa Pablo VI, obteniendo el territorio de la diócesis de San Agustín.

## Estadísticas
Según el Anuario Pontificio 2022 la diócesis tenía a fines de 2021 un total de 64 077 fieles bautizados.
| Año                                                                             | Población            | Población | Población      | Sacerdotes | Sacerdotes    | Sacerdotes    | Bautizados por sacerdote | Diáconos permanentes | Religiosos | Religiosos | Parroquias |
| Año                                                                             | Bautizados católicos | Total     | % de católicos | Total      | Clero secular | Clero regular | Bautizados por sacerdote | Diáconos permanentes | Varones    | Mujeres    | Parroquias |
| ------------------------------------------------------------------------------- | -------------------- | --------- | -------------- | ---------- | ------------- | ------------- | ------------------------ | -------------------- | ---------- | ---------- | ---------- |
| 1976                                                                            | 37 057               | 691 841   | 5.4            | 45         | 36            | 9             | 823                      |                      | 9          | 77         | 30         |
| 1980                                                                            | 40 823               | 819 811   | 5.0            | 59         | 50            | 9             | 691                      |                      | 9          | 76         | 40         |
| 1990                                                                            | 52 590               | 1 122 783 | 4.7            | 96         | 83            | 13            | 547                      | 46                   | 13         | 73         | 59         |
| 1999                                                                            | 65 904               | 1 274 580 | 5.2            | 80         | 71            | 9             | 823                      | 40                   | 4          | 56         | 54         |
| 2000                                                                            | 67 222               | 1 286 000 | 5.2            | 91         | 81            | 10            | 738                      | 51                   | 15         | 54         | 49         |
| 2001                                                                            | 67 425               | 1 215 358 | 5.5            | 95         | 80            | 15            | 709                      | 57                   | 20         | 53         | 49         |
| 2002                                                                            | 70 204               | 1 251 819 | 5.6            | 102        | 60            | 42            | 688                      | 52                   | 49         | 53         | 60         |
| 2003                                                                            | 62 553               | 1 274 000 | 4.9            | 77         | 63            | 14            | 812                      | 54                   | 20         | 52         | 50         |
| 2004                                                                            | 62 289               | 1 267 077 | 4.9            | 87         | 79            | 8             | 715                      | 56                   | 13         | 44         | 49         |
| 2010                                                                            | 74 868               | 1 381 566 | 5.4            | 94         | 77            | 17            | 796                      | 67                   | 22         | 27         | 49         |
| 2013                                                                            | 77 400               | 1 427 000 | 5.4            | 93         | 78            | 15            | 832                      | 59                   | 20         | 23         | 49         |
| 2016                                                                            | 67 316               | 1 463 116 | 4.6            | 92         | 83            | 9             | 731                      | 64                   | 14         | 24         | 50         |
| 2019                                                                            | 67 458               | 1 500 427 | 4.5            | 96         | 86            | 10            | 702                      | 71                   | 21         | 19         | 44         |
| 2021                                                                            | 64 077               | 1 529 926 | 4.2            | 93         | 81            | 12            | 689                      | 63                   | 17         | 15         | 50         |
| Fuente: Catholic-Hierarchy, que a su vez toma los datos del Anuario Pontificio. |                      |           |                |            |               |               |                          |                      |            |            |            |

## Episcopologio
- René Henry Gracida (1 de octubre de 1975-19 de mayo de 1983 nombrado obispo de Corpus Christi)
- Joseph Keith Symons (4 de octubre de 1983-12 de junio de 1990 nombrado obispo de Palm Beach)
- John Mortimer Fourette Smith † (25 de junio de 1991-21 de noviembre de 1995 nombrado obispo coadjutor de Trenton)
- John Huston Ricard, S.S.J. (20 de enero de 1997-11 de marzo de 2011 renunció)[nota 1]
- Gregory Lawrence Parkes (20 de marzo de 2012-28 de noviembre de 2016 nombrado obispo de San Petersburgo)
- William Albert Wack, C.S.C., desde el 29 de mayo de 2017